# 407243 Krapivin
407243 Krapivin è un asteroide della fascia principale. Scoperto nel 2009, presenta un'orbita caratterizzata da un semiasse maggiore pari a 3,0968241 UA e da un'eccentricità di 0,1726207, inclinata di 1,15206° rispetto all'eclittica.
L'asteroide è dedicato allo scrittore russo Vladislav Krapivin.